# Чудо сред ледовете
„Чудо сред ледовете“ (на английски: Big Miracle) е драматичен филм от 2012 г. на режисьора Кен Куопис, с участието на Дрю Баримор и Джон Кразински. Филмът е базиран на книгата „Feeling the Whales“ от Том Роуз през 2012 г.

## Актьорски състав
| Актьор             | Роля                    |
| ------------------ | ----------------------- |
| Джон Кразински     | Адам Карлсън            |
| Дрю Баримор        | Рейчъл Креймър          |
| Ахмаогак Суини     | Нейтън                  |
| Джон Пингайак      | Малик                   |
| Кристен Бел        | Джил Герард, репортерка |
| Винеса Шоу         | Кели Мейърс             |
| Стивън Рут         | Хаскел                  |
| Тед Дансън         | Джей Ви Макгроу         |
| Кати Бейкър        | Рут Макгроу             |
| Дърмът Мълроуни    | Полковник Скот Бойер    |
| Роб Риджъл         | Дийн Гловаки            |
| Майкъл Гастон      | Портър Бекфорд          |
| Кен Смит           | Стю                     |
| Меган Анджела Смит | Шийна                   |
| Тим Блейк Нелсън   | Пат Лафайет             |
| Джеймс ЛеГрос      | Карл Хуткин             |
| Марк Иванир        | Димитри                 |
| Стефан Капичик     | Юри                     |
| Андрю Дейли        | Дон Дейвис              |
| Джонатан Славин    | Роджър Ноч              |
| Грегъри Джбара     | Генерал Стантън         |
| Джон Майкъл Хигинс | Уес Хандрик             |

## В България
В България филмът е издаден на DVD от „А Плюс Филмс“ на 4 юни 2012 г. На 28 ноември 2017 г. е излъчен за първи път по „Би Ти Ви Синема“ с разписание вторник от 21:00 ч. Дублажът е записан от студио „Ви Ем Ес“.